# Corydalis changuensis
Corydalis changuensis är en vallmoväxtart som beskrevs av David Geoffrey Long. Corydalis changuensis ingår i släktet nunneörter, och familjen vallmoväxter. Inga underarter finns listade i Catalogue of Life.